# Robert La Tourneaux
Robert „Bob” La Tourneaux, właściwie Robert Earl LaTurno (ur. 22 listopada 1941 w Saint Louis, zm. 3 czerwca 1986 w Nowym Jorku) – amerykański aktor teatralny, filmowy i telewizyjny.

## Kariera
W 1967 zadebiutował na Broadwayu jako Timid Sailor w musicalu Illya Darling autorstwa Julesa Dassina u boku Meliny Mercouri. Rok później (1968) trafił do obsady sztuki Marta Crowleya The Boys in the Band, która miała premierę 14 kwietnia 1968 na Off-Broadwayu w nowojorskim Theater Four. W 1970 William Friedkin zrealizował wersję filmową Chórzyści (The Boys in the Band), opartą na kanwie sztuki Crowleya, gdzie La Tourneaux zagrał postać Teksa, kowboja-męskiej prostytutki, jako „prezent” z okazji urodzin dla Harolda (w tej roli Leonard Frey). Wiele gazet odmówiło jakiekolwiek promocji filmu.
W operze mydlanej The Doctors (1967), emitowanej na kanale NBC, wystąpił w roli doktora Mike’a Powersa. Wcielił się w postać Ernsta Udeta w przygodowym dramacie biograficznym Rogera Cormana Czerwony baron (Von Richthofen and Brown, 1971) u boku Dona Strouda, Johna Phillipa Lawa, Stephena McHattiego i Corina Redgrave’a. Zagrał postać Petera w niezależnym dramacie Pilgrimage (1972) z udziałem Cliffa De Younga. W serialu muzycznym PBS Great Performances z muzyką Johna Williamsa wystąpił jako oficer w jednym z odcinków pt. Wrogowie (Enemies), będącym telewizyjną ekranizacją sztuki Maksima Gorkiego. 
W 1973 powrócił na broadwayowską scenę jako Launcelot Gobbo w komedii szekspirowskiej Kupiec wenecki z Philipem Bosco i Michaelem Clarke Duncanem. W 1977 brał udział w próbach do broadwayowskiej sztuki Tennessee Williamsa Vieux Carré, lecz ostatecznie został odrzucony z obsady podczas jej premiery.
Jako fotomodel brał udział w sesjach zdjęciowych dla magazynów gejowskich, w tym „After Dark” (1969) czy „Mandate” (w maju 1978). W 1978 wystąpił w kabarecie w klubie gejowskim The Ramrod na Manhattanie.

## Życie prywatne
Urodził się w St. Louis w stanie Missouri. Na łamach prasy ujawnił, że był osobą homoseksualną. W 1973 podczas wywiadu powiedział: „To zniszczyło moją karierę. „Chórzyści” byli dla mnie pocałunkiem śmierci”. W 1978 w antologii La Quentin Crisp's Book of Quotations, porównał swoją karierę do innego aktora gejowskiego: - „Charles Laughton grał każdą rolę, ale nigdy nie był scenicznym czy ekranowym homoseksualistą. Ludzie wiedzieli, że jest gejem, ale nie ujawniono publicznie jego orientacji seksualnej. Był bezpieczny, podczas gdy ja nie byłem bezpieczny”. Wymienił też słynnych zamężnych, biseksualnych kochanków, twierdząc, że jednym z nich był Christopher Walken.
W 1983 La Tourneaux został aresztowany za napaść po próbie wydobycia pieniędzy od klienta i został uwięziony w Rikers Island, gdzie usiłował popełnić samobójstwo.
Zmarł 3 czerwca 1986 w Metropolitan Hospital w Nowym Jorku w stanie Nowy Jork w wieku 44 lat z powodu komplikacji wywołanych AIDS. Cliff Gorman wraz z żoną Gayle opiekowali się nim podczas choroby aż do jego śmierci. Został pochowany na cmentarzu w Linden w New Jersey.